# Cornelis Cornelisz van Haarlem

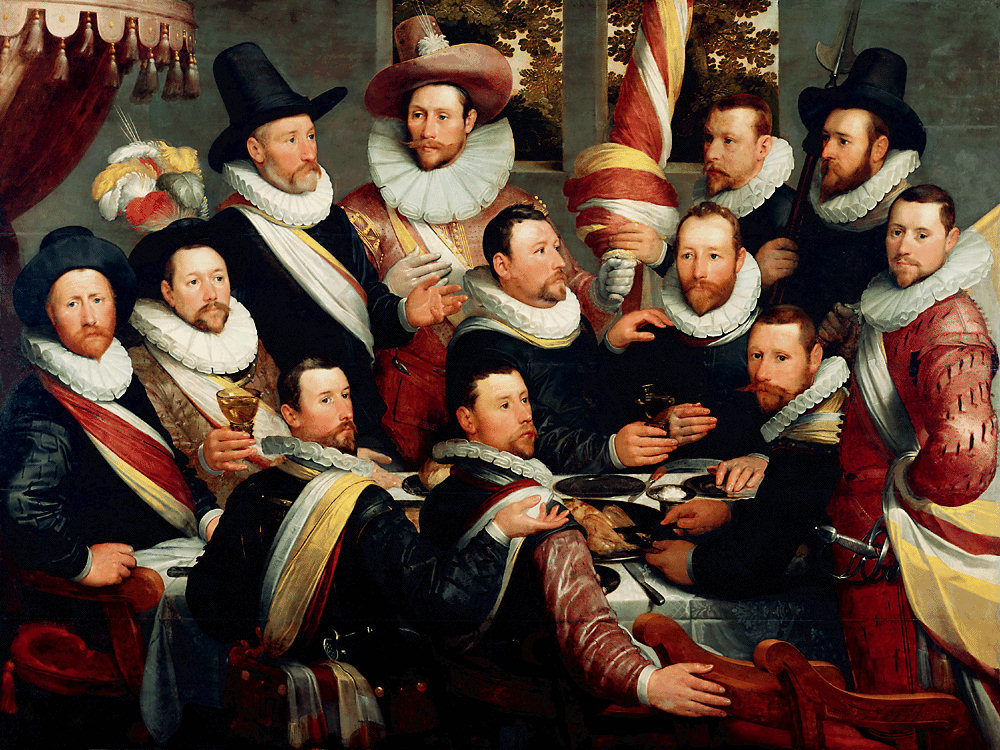
Banquet des officiers de la compagnie de Saint-Georges (1599).

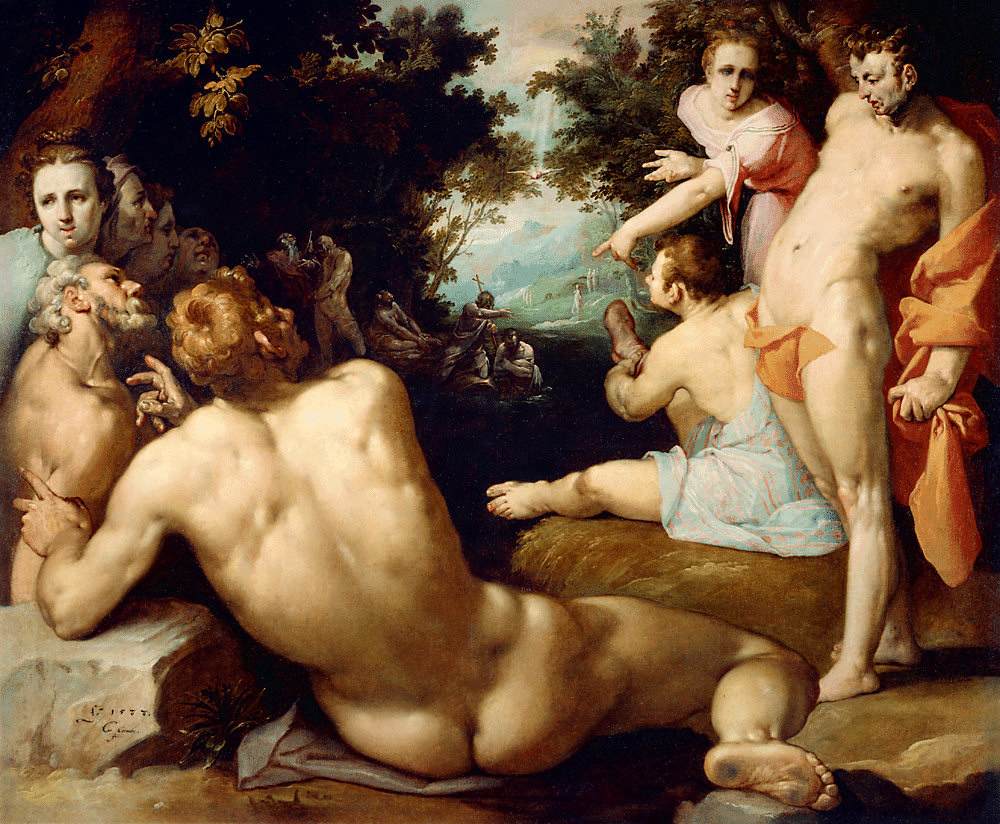
Le Baptême du Christ (v. 1588).

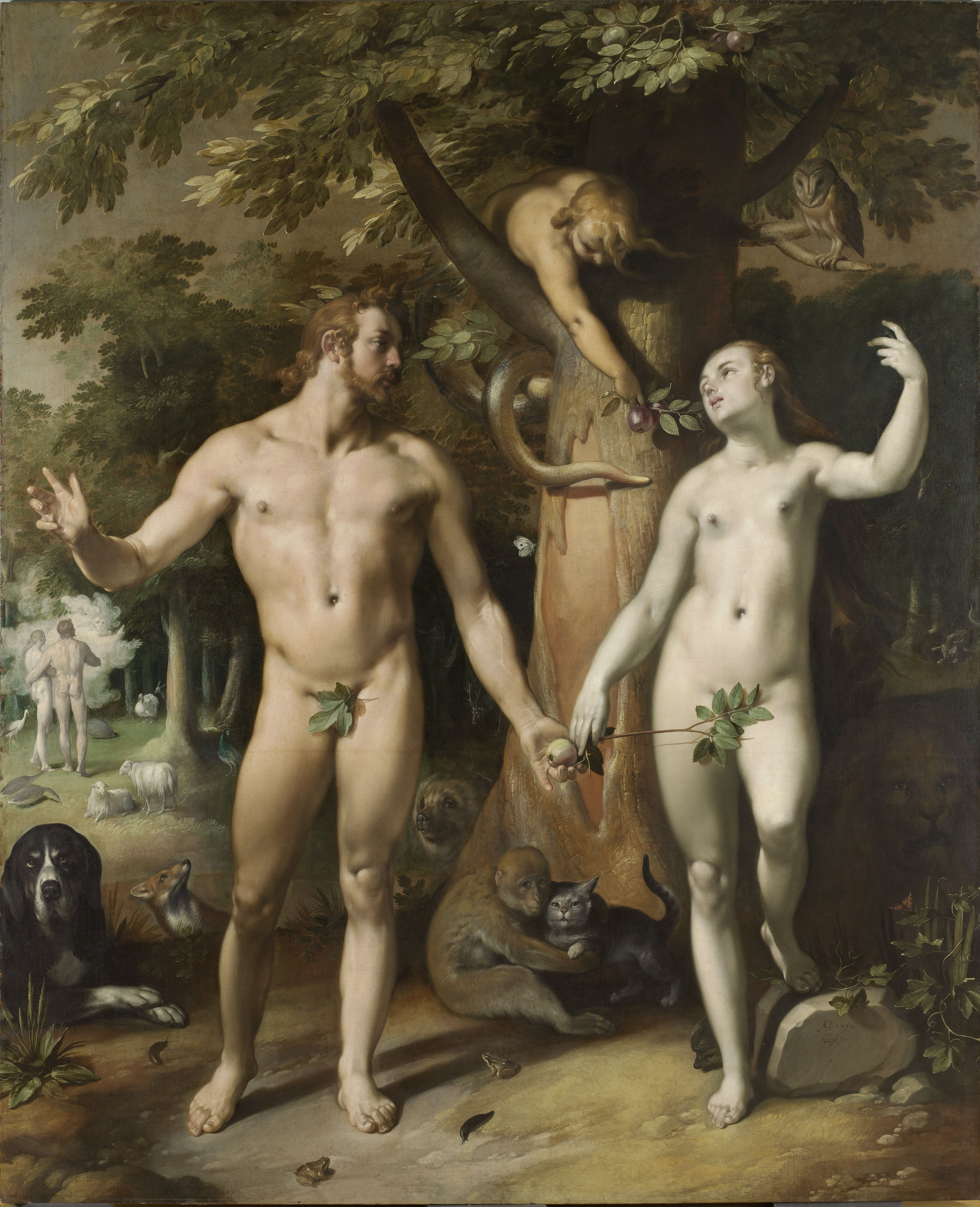
La Chute de l'Homme (1592)
Rijksmuseum.

Cornelis Corneliszoon van Haarlem ou Cornelis Cornelissen, parfois francisé Corneille de Haarlem (1562-11 novembre 1638 à Haarlem), est un peintre et un dessinateur maniériste néerlandais.

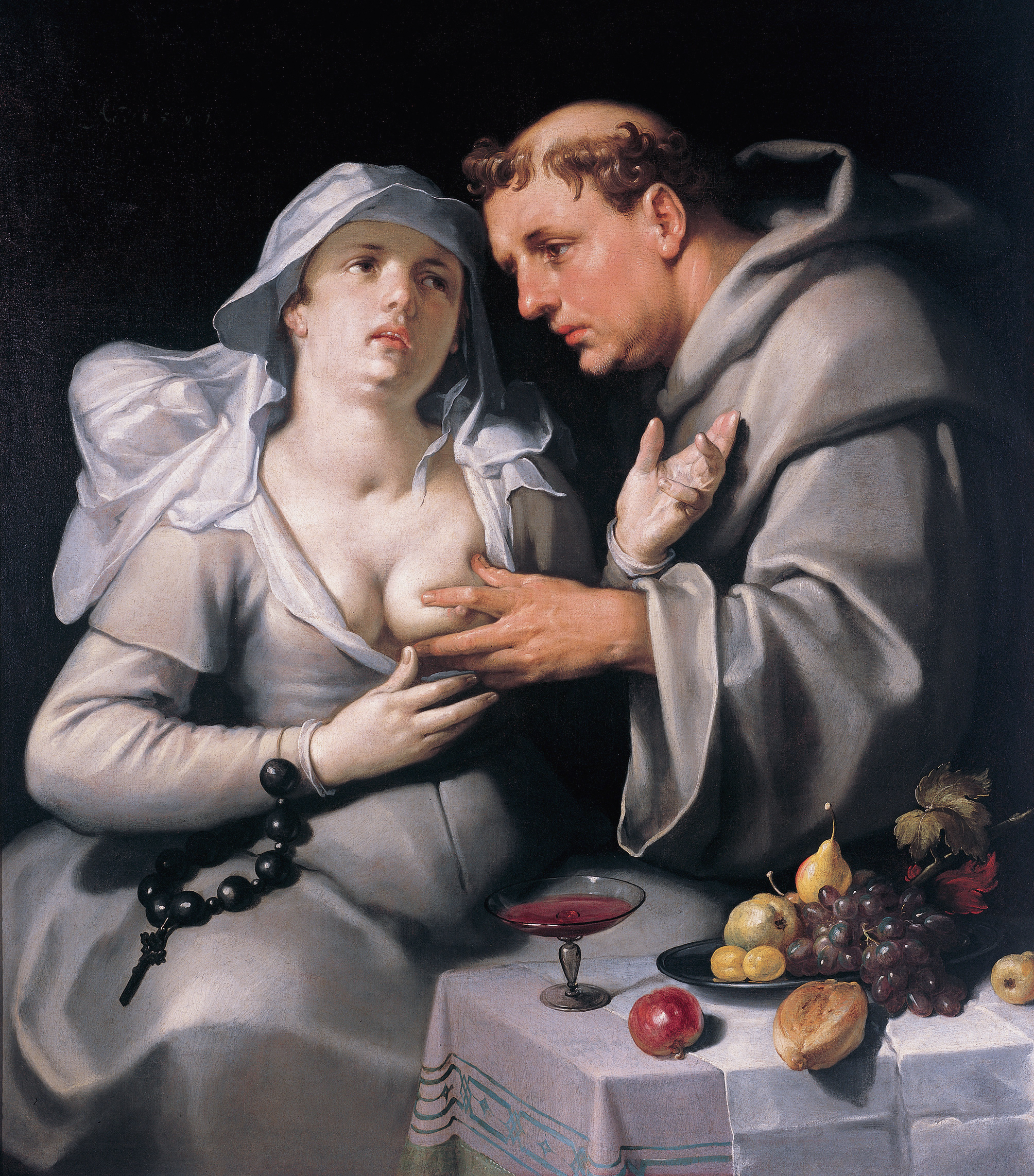
Une béguine et un moine, 1591, Cornelis van Haarlem (1562-1638), Frans Hals Museum, Haarlem.

## Biographie

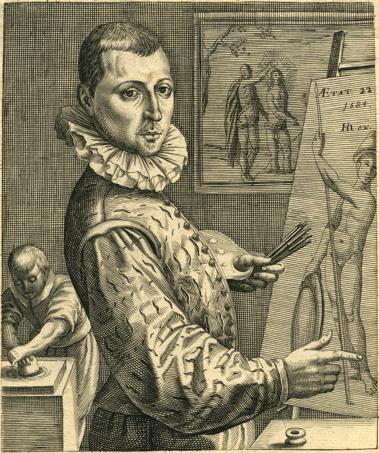
Portrait de Cornelis van Haarlem (gravure non datée).

Cornelis naît en 1562 dans une famille aisée de Haarlem. Ses parents ayant fui la ville lors du siège espagnol (décembre 1572 - juillet 1573), l'enfant est confié au peintre Pieter Pietersz (v. 1540-1603), qui l'élève et lui apprend son art.
Après un voyage en France (1579) – où il ne peut poursuivre au-delà de Rouen à cause d'une épidémie de peste – et un séjour anversois d'un an destiné à parfaire sa formation sous la direction du maître Gillis Congnet, il revient à Haarlem où il s'installe définitivement vers 1580-81. C'est en 1583 qu'il y reçoit sa première grande commande, le portrait de groupe des membres d'une milice bourgeoise, Le Banquet de la Garde civique de Haarlem. La même année, Cornelis rencontre Hendrik Goltzius et Carel van Mander avec lesquels il fonde l'Académie de Haarlem.
En 1588, la diffusion de cinq de ses œuvres par l'entremise de gravures de Goltzius lui apporte une certaine célébrité. Cornelis est plus tard nommé peintre de la ville de Haarlem et, en 1630, il participe à la réorganisation de la guilde locale de Saint-Luc en réformant ses statuts médiévaux dans l'esprit de la Renaissance. Il est également le régent de l'hospice des vieillards de Haarlem entre 1613 et 1619.
Ses œuvres – souvent signées du monogramme CH – reflètent bien les travaux de l'Académie de Haarlem par une approche naturaliste, redevable de la pratique du dessin d'après nature comme de l'étude des sculptures antiques et qui supplante rapidement l'influence maniériste de Bartholomeus Spranger.
Il a réalisé non seulement des sujets bibliques ou mythologiques, mais aussi des portraits et des natures mortes. L'artiste possède un humour assez particulier : comme l'a noté Jacques Foucart, ses nus ont souvent la plante des pieds sale et Vénus a les ongles noirs !

## Œuvres
- Portrait de Dirck Volkertsz. Coornhert (v. 1580-1600) (copie d'après), Amsterdam, Rijksmuseum.
- La Première famille (Noé et sa famille) (v. 1582-1592), Quimper, musée des beaux-arts.
- La Charité (v. 1583), Valenciennes, musée des beaux-arts.
- La Chute des Titans (1588), Copenhague, Statens Museum for Kunst.
- Deux compagnons de Cadmus dévorés par un dragon (1588), Londres, National Gallery.
- Le Baptême du Christ (v.1588), Paris, musée du Louvre.
- Le Massacre des Innocents (1590), Amsterdam, Rijksmuseum.
- Le Massacre des Innocents (1591), Haarlem, Frans Hals Museum.
- Le Moine et la nonne (1591), Haarlem, Frans Hals Museum.
- La Chute de l'Homme (1592), huile sur toile, 273 × 220 cm, Amsterdam, Rijksmuseum.
- Le Déluge (1592), Brunswick.
- Les Noces de Thétis et Pélée (1593), Haarlem, Frans Hals Museum.
- Bethsabée au bain (1594), Amsterdam, Rijksmuseum.
- Adam et Ève (1597), Darmstadt.
- Le Banquet des officiers de la compagnie de Saint-Georges (1599), Haarlem, Frans Hals Museum.
- Vénus et Adonis (1614), Caen, musée des beaux-arts.
- L'Humanité avant le déluge (v. 1615), Toulouse, musée des Augustins.
- Allégorie du repentir (1616), Strasbourg, musée des beaux-arts.
- Cérès, Bacchus, Vénus et l'Amour (1624), huile sur cuivre, Lille, palais des beaux-arts.
- Adam et Ève au paradis terrestre (1625), Quimper, musée des beaux-arts.
- Le Bon samaritain (1627), coll. privée.
- Le Jugement de Pâris (1628), Budapest, musée des beaux-arts.
- La Corruption du monde avant le déluge, huile sur toile, Douai, Musée de la Chartreuse[4]

Quelques œuvres
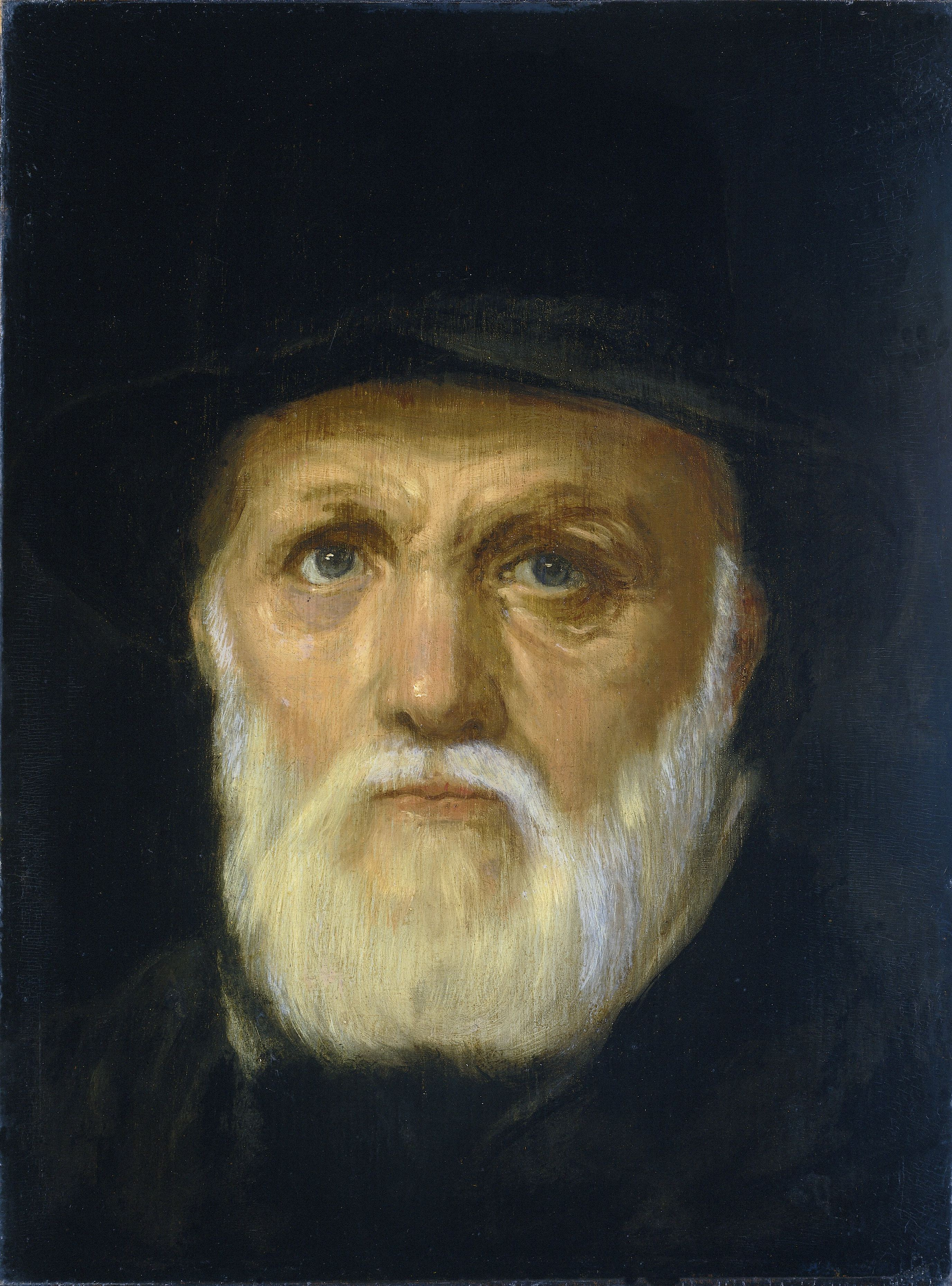
Portrait de Dirck Volkertsz. Coornhert (v. 1580-1600).
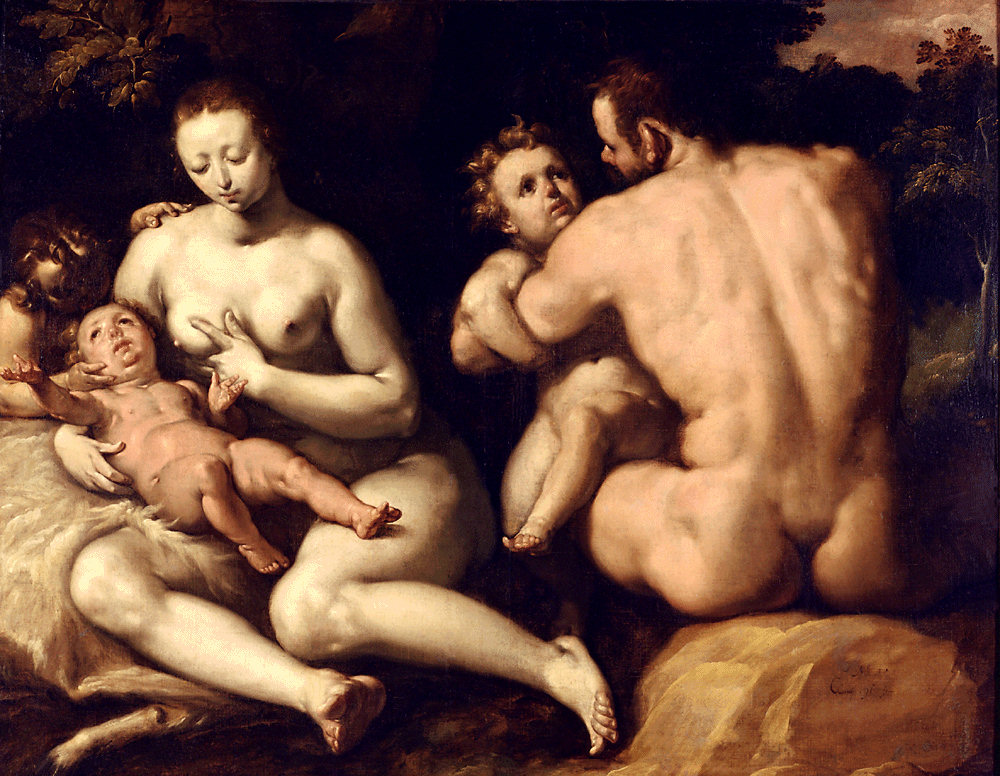
La Première Famille (Noé et sa famille) (v. 1582-1592).
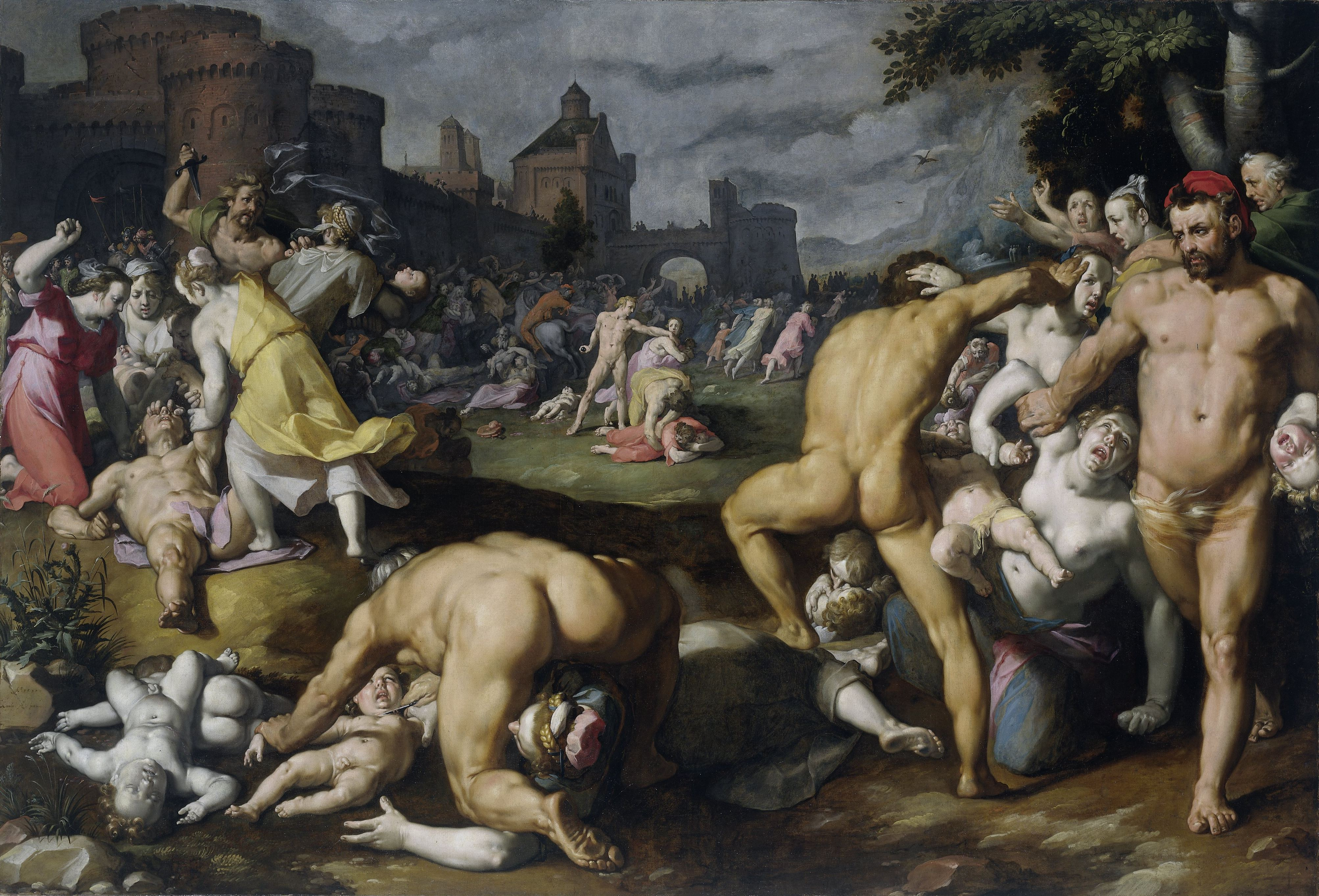
Le Massacre des Innocents (1590).
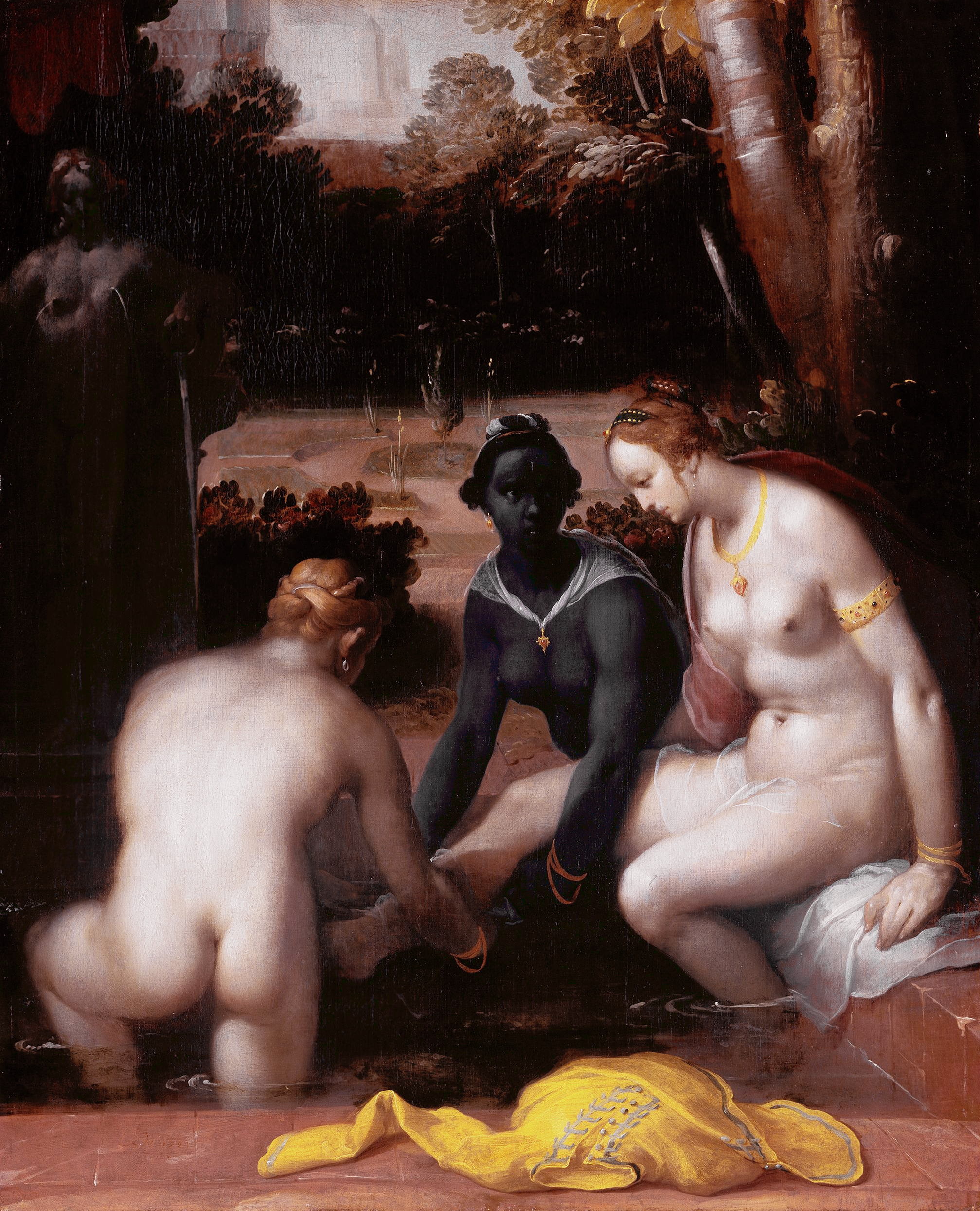
Bethsabée au bain (1594).
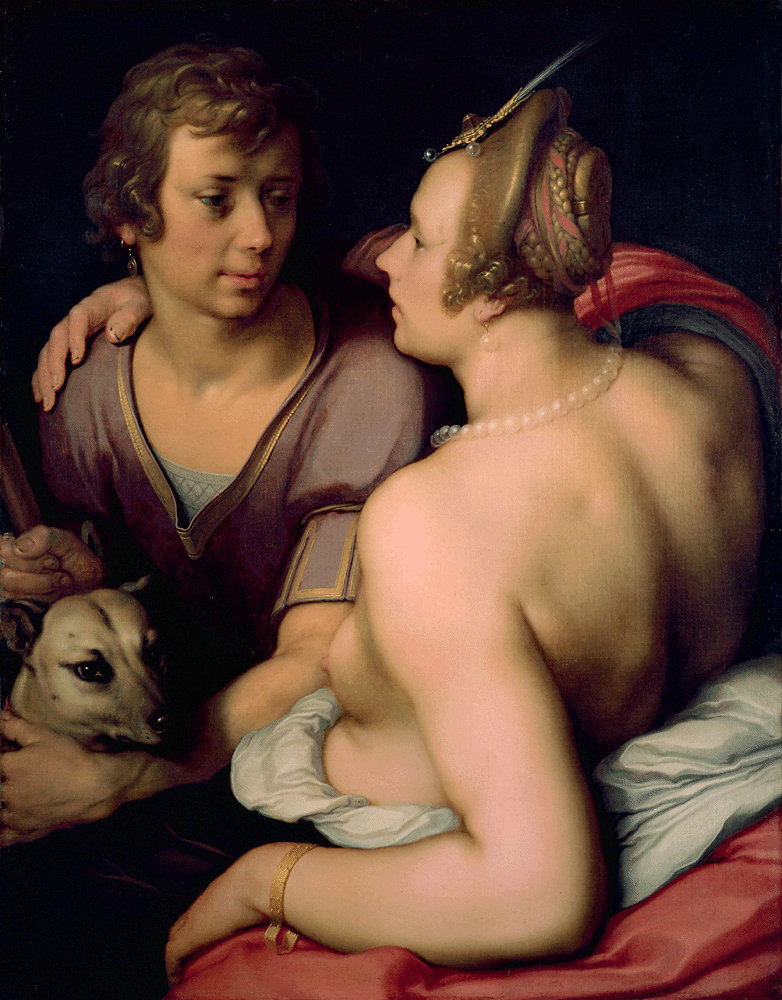
Vénus et Adonis (1614).
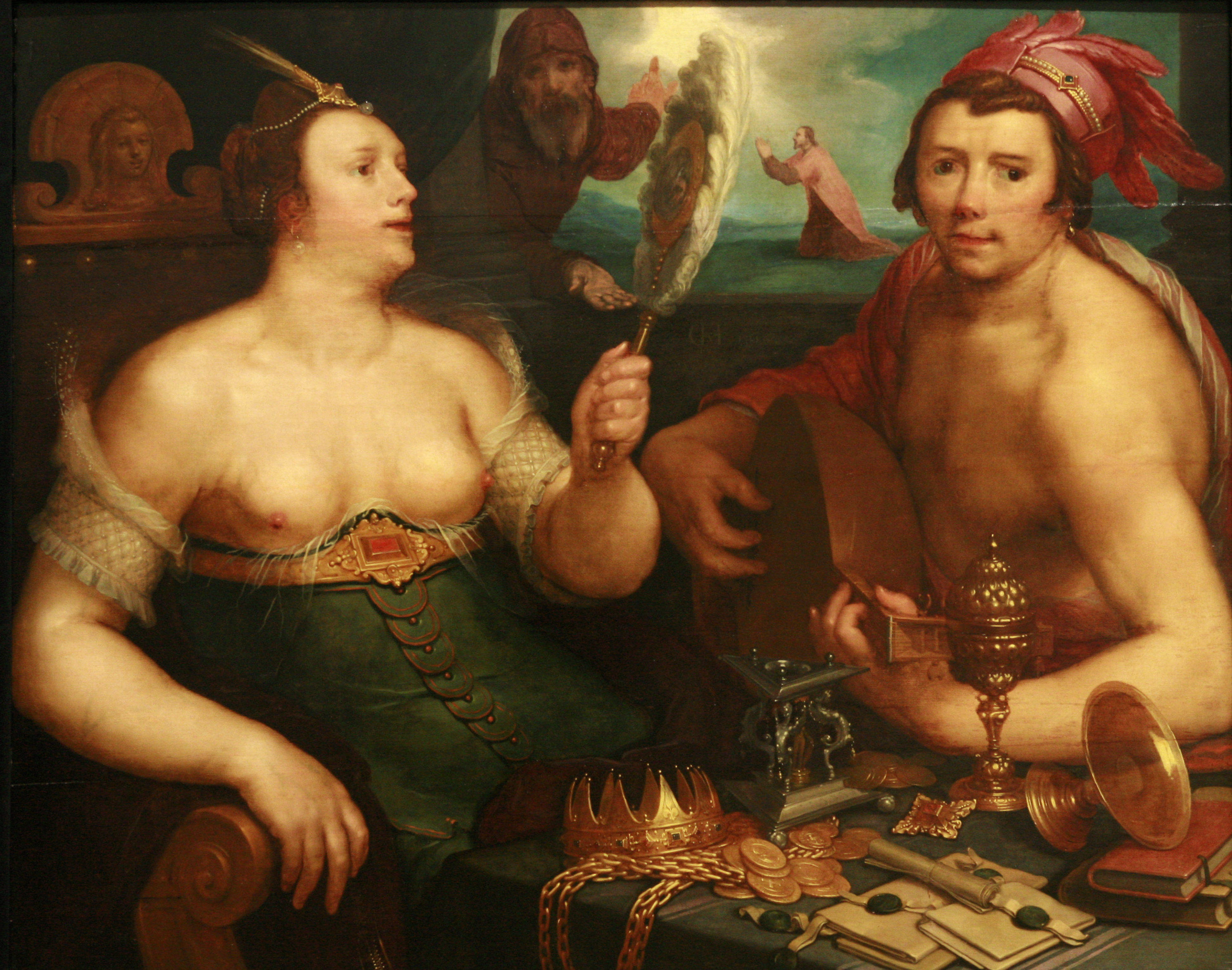
Allégorie du repentir (1616).
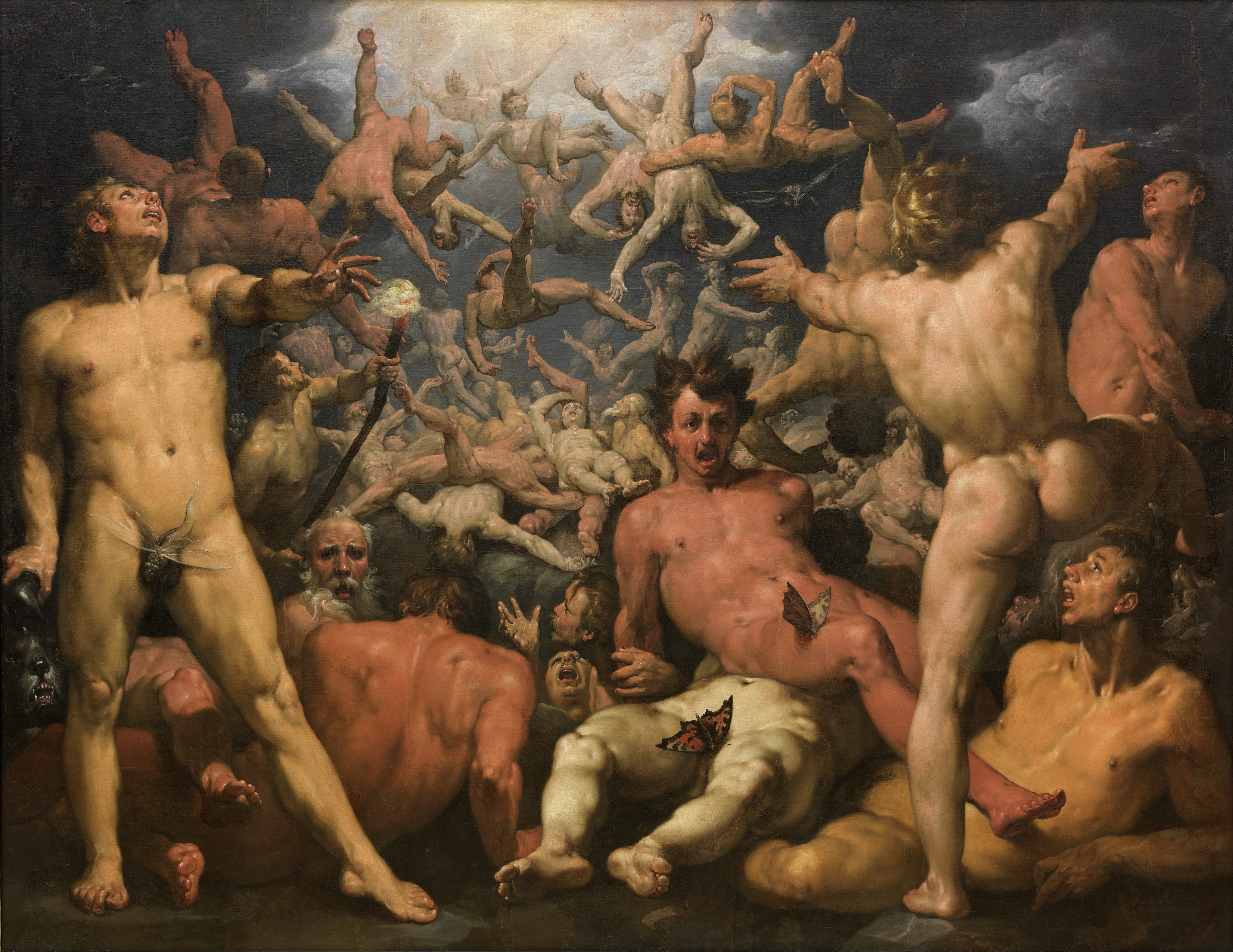
La Chute des Titans (1588).

Gravures d'après Cornelis van Haarlem
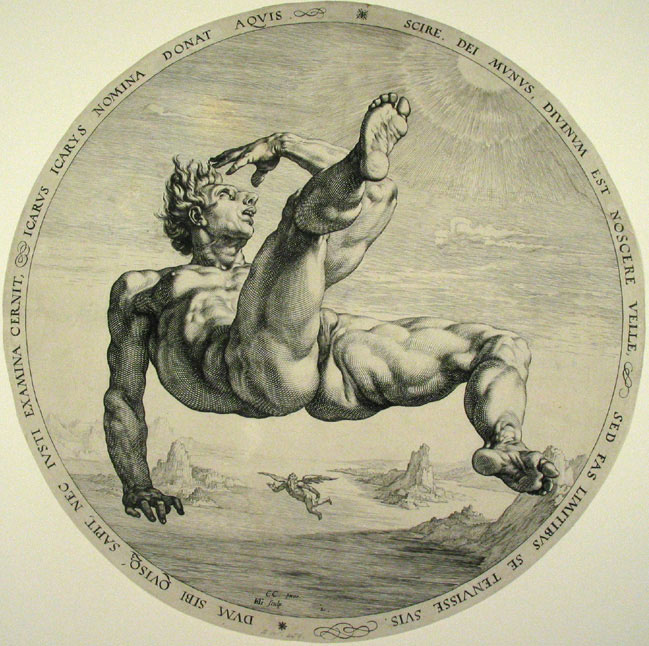
La Chute d'Icare, gravure de Hendrik Goltzius (1588).
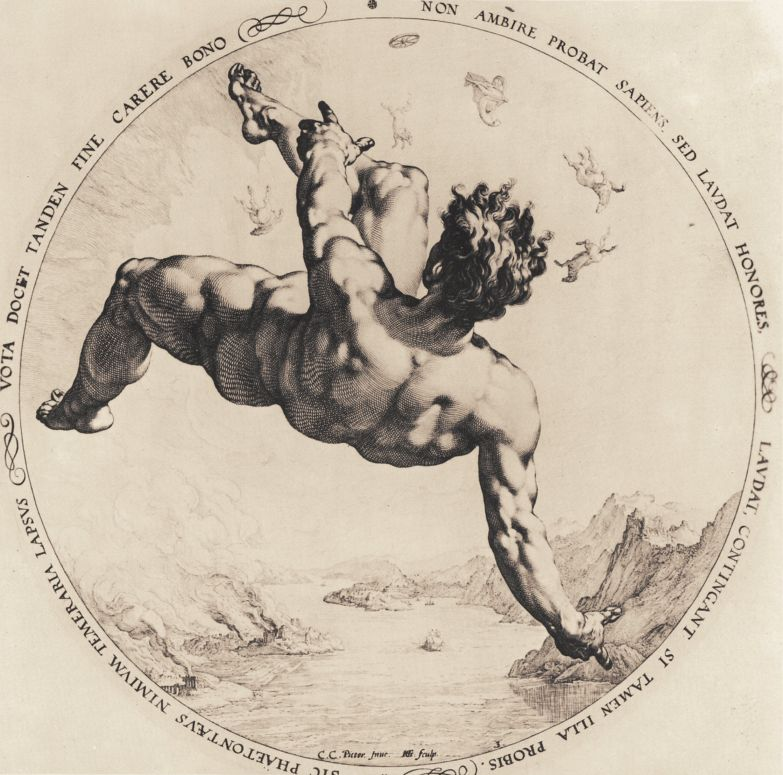
La Chute de Phaéton, gravure de Hendrik Goltzius (1588).